# Ost
 Der er for få eller ingen kildehenvisninger i denne artikel, hvilket er et problem. Du kan hjælpe ved at angive troværdige kilder til de påstande, som fremføres i artiklen.

Ost er et fødemiddel lavet af mælk fra forskellige dyr ved at syrne den med osteløbe eller mælkesyrebakterier. Det meste ost i Danmark fremstiles af mælk fra køer, men der kan også anvendes mælk fra andre dyr som bøfler, geder og får.

## Produktion
Når man vil omdanne emulsionen mælk til ost, må mælken først koaguleres. Det opnås ved at tilsætte mælkesyrebakterier, der omdanner en del af mælkens indhold af mælkesukker, laktose, til syre. Det bevirker, at proteinerne samler sig i et netværk. Desuden tilsættes enzymer, der ofte er udvundet af kalvemaver eller biologisk dyrket osteløbe. Den ændrede syrebalance letter osteløbens koagulering af ostemælken. Enzymindholdet i løben får mælken til at udfælde proteinerne kasein, globulin og albumin, under ét kaldet valleproteiner. Den koagulerede masse, et koagel, skæres ud i små stykker, ostekorn, og udfældningen af ostevalle begynder. Kasein er store proteinkæder, der danner et "netværk", som holder på fedtet i ostemassen, mens valleproteinerne er så små, at de ikke fanges i "netværket", og således kan den resterende væske, ostevallen, skilles fra det faste stof, ostemassen eller ostekornene.
Nu kan osten sælges som "friskost", eller den kan formes og lagres, så den bliver til faste skæreoste eller skimmelost. Især skæreosten er så fast og dog elastisk, at det er let at skære den med ostehøvl. Ved hjemmefremstilling eller traditionel produktion af ost ophænges ostemælken i et klæde, ostelærred, hvorfra udfældningen af valle foregår.
Verdensmesterskaberne i ost afholdes hvert andet år i Wisconsin i USA og er fuldt på højde med andre madkonkurrencer.

## Fedtindhold
Ost har som mange andre fødevarer et stort vandindhold, men i modsætning til andre fødevarer er der tradition for at fratrække vandindholdet og angive fedtindholdet i forhold til tørstofvægten (der består af fedt, kulhydrater, proteiner og husholdningssalt mm.).
På varedeklarationen gøres dette tydeligt med +-enheden, hvor eksempelvis 45+ betyder, at osten indeholder 45 g fedt per 100 g tørstof. Fedtindholdet kan også angives på almindelig vis i forhold til hele ostens vægt, og den samme ost kan have et fedtindhold på 25%, hvilket kan angives med 100 gram – 25g/100g.

## Ostetyper
Oste kan opdeles efter deres fremstillingsmetode og grupperes som æltet ost, fisket ost eller opstukket ost.
Alternativt kan man opdele efter typen, dvs. som friskost, skæreost, skimmelost osv.
- Blåskimmelost
- Cheddarost
- Danablu
- Danbo
- Emmentaler
- Esrom
- Feta
- Fåreost
- Gedeost
- Gorgonzola
- Gouda
- Gruyère
- Havarti
- Hytteost
- Kærnemælksost
- Limburger
- Maasdammer
- Mascarpone
- Manchego
- Mozzarella
- Myseost
- Nisa
- Parmesan
- Pecorino
- Potkæs
- Roquefort
- Rygeost
- Rødkit
- São Jorge
- Stilton

## Fysiske egenskaber
Ost tilhører en meget unik stoftype, der kaldes en kompleks væske (på engelsk "soft condensed matter"). Det betyder at den mekaniske energi der oplagres i ost ved en deformation ikke vil være konstant oplagret som potentiel energi som i et konventionelt fast stof. På den anden side er ost ikke en konventionel newtonsk væske hvor kraften der kræves for at foretage forskydninger i væsken er proportional med væskens viskositet. Ost er derimod en sted midtimellem, idet den potentielle energi er tidsafhængig, fordi konfigurationen af ostens bestanddele ændrer sig gradvist ved en deformation.
Når en stærk skæreost opvarmes, bliver den mild; men da den stærke ost er dyrest, svarer det sig at bruge en ost, der i forvejen er mild, hvis den skal i ovnen som topping på en ret.